# Liste der Kulturdenkmäler in Gevenich
In der Liste der Kulturdenkmäler in Gevenich sind alle Kulturdenkmäler der rheinland-pfälzischen Ortsgemeinde Gevenich aufgeführt. Grundlage ist die Denkmalliste des Landes Rheinland-Pfalz (Stand: 21. September 2023).

## Einzeldenkmäler
| Bezeichnung                     | Lage                               | Baujahr                  | Beschreibung                                                                                    | Bild                           |
| ------------------------------- | ---------------------------------- | ------------------------ | ----------------------------------------------------------------------------------------------- | ------------------------------ |
| Kreuze                          | Hauptstraße, auf dem Friedhof Lage | ab 1711                  | Wegekreuz, Sandstein, bezeichnet 1711; Friedhofskreuz, Basalt, 19. oder 20. Jahrhundert         | BW                             |
| Fachwerk                        | Hauptstraße 27 Lage                | frühes 18. Jahrhundert   | Fachwerk des frühen 18. Jahrhunderts an verändertem Gebäude                                     | BW                             |
| Hofanlage                       | Hauptstraße 31 Lage                | 19. Jahrhundert          | Streckhof; Fachwerkhaus, teilweise massiv, 19. Jahrhundert                                      | BW                             |
| Katholische Kirche St. Hubertus | Hauptstraße 42 Lage                |                          | romanischer Ostturm an Kirchenneubau von 1964                                                   | weitere Bilder Fotos hochladen |
| Quereinhaus                     | Kirchstraße 7 Lage                 | 18. oder 19. Jahrhundert | Quereinhaus; Fachwerkbau, teilweise massiv, verputzt und verschiefert, 18. oder 19. Jahrhundert | BW                             |
| Wegekapelle                     | nordwestlich des Ortes Lage        | 18. oder 19. Jahrhundert | Wegekapelle, Putzbau, teilweise Fachwerk, 18. oder 19. Jahrhundert; Vesperbild, 1848            | BW                             |
| Wegekreuz                       | südlich des Ortes an der L 16 Lage | 18. Jahrhundert          | Wegekreuz, 18. Jahrhundert                                                                      | BW                             |
| Grabkreuz                       | westlich des Ortes Lage            | 1632                     | Grabkreuz, bezeichnet 1632                                                                      | BW                             |